# 侵略！花枝娘
《侵略！花枝娘》是日本漫畫家安部真弘的日本漫畫作品。於《週刊少年Champion》（秋田書店）2007年第35號開始連載至2016年13號連載結束。單行本全22冊。
連載於《週刊少年Champion》。當初原本打算構思全5話進行集中連載，後來受到獲得人氣的影響決定正式連載。成為安部的首部長期連載作品。連載時各話標題的句尾用花枝娘的語尾口頭禪「○○嗎？」表示。於秋田書店發行的週刊漫畫雜誌《週刊少年Champion》從2007年第35號開始連載至2016年13號結束。
動畫方面，在《週刊少年Champion》2010年19號和官方網站宣布決定製作電視動畫，並於同年10月至12月在東京電視網首播第1季，全12話，標題與原作相同。第2季於2011年9月至12月同樣在東京電視網播出，標題改為《侵略！？花枝娘》。2012年至2014年發行DVD版的OVA，分別收錄在限定版的單行本第12冊、第14冊及第17冊。由diomedéa製作。

## 劇情簡介
作品講述了一個生活在海底的花枝娘，為懲罰污染海洋的人類，從海底來到岸上的海之家「檸檬」展開侵略，但由於缺乏常識，而歷盡“坎坷”，最終卻和人類友好相處並慢慢適應了陸地生活的故事。

## 登場人物

### 主角
花枝娘（声：金元壽子）
故事女主角。身長135cm、漫畫版已知最高體重100kg（第49話）、動畫版體重不詳（手上的藍色手環可調整體重）(據動畫細節，花枝娘體重可達20噸) ，年齡未知,可從第一季第二集得知。有少許天然呆。
花枝娘平時身穿一件白色太陽裙（這也是目前ACG作品中最流行的連衣裙款式），裙擺下穿的是泳衣。
地面相關的知識嚴重不足。
觸手受意識控制自由揮動，並且被切斷後能再生。可以從嘴裡吐出黑色的墨魚汁，並被千鶴蒐集起來作為墨魚義大利麵用的食材來源。有螢光魷的能力，能夠自體發光。喜歡的食物是蝦，不挑食（辛辣食物例外）害怕虎鲸等海洋大型食肉动物，但對幽靈不會感到害怕。沒有侵略者的感覺，反而被大家寵愛著。學習、適應能力強，能夠在瞬間解答高等數學題目，而且用觸手能畫出驚人的畫。在生氣的時候頭上的鰭狀物會動。頭部看似帽子的部分其實是頭的一部分，是花枝娘用來辨認夥伴的標誌，拿下來會死，語尾口頭禪是「腳腳」與「花枝」，獲得日本2010年度網路流行語大賞銅牌獎。
第一個交到的朋友是紗倉清美。

### 海之家「檸檬」
相泽荣子（聲：藤村步）
相澤家次女，16歲，身高156公分，就讀高中一年級。和姐姐千鹤經營海之家檸檬（海の家れもん）。對花枝娘吐槽的角色。非常喜歡早苗養的狗。喜歡玩遊戲軟體。稱呼花枝娘為「花枝娘（イカ娘）」。
相泽千鹤（聲：田中理惠）
相澤家長女，資料不詳。和妹妹荣子經營海之家，有著一頭黑髮（動畫裡是藍髮）腹黑。由於視力不太好，通常是瞇著眼睛(漫畫76話)，只有在想到點子與生氣時才會睜開。不論動漫畫中都擁有超越平常人類的能力和體質，在首次切斷花枝娘的觸手已經足以証明這一點（漫畫用刀切斷，動畫用手切斷）。稱呼花枝娘為「小花枝娘（イカ娘ちゃん）」。
花枝娘帶朋友回家時幫她加油過，但是因為加油的表情太恐怖，令花枝娘誤以為她在生氣，花枝娘在相澤家入住一段時間後，已視花枝娘為家人。
齐藤渚（聲：榎梓）
熱愛大海的衝浪手。認為自己是唯一的正常人，對不是人類的不明生物非常警戒。對花枝娘有著異常的恐懼感，並且警戒着花枝娘，不管怎麼說服她都無法消除對花枝娘的恐懼感與警戒心，也是第一個害怕花枝娘的人，也因為害怕花枝娘令花枝娘十分喜歡她，榮子則覺得她是個怪人，千鶴則覺得她很有趣。在動畫第6集中衝浪時遇險被悟郎所救，並對悟郎產生了好感。稱呼花枝娘為「像花枝般的人（イカの人）」及「花枝小姐（イカさん）」。是小武小學班主任齊藤愛子的妹妹。

### 花枝娘的朋友
相泽武（聲：大谷美貴）
相澤家老三，就讀小學三年級。好奇心旺盛。稱呼花枝娘為「花枝姐姐（イカ姉ちゃん）」。
长月早苗（聲：伊藤加奈惠）
荣子的同學，16歲，身高154公分。有養一條名為阿雷克斯（Alex）的狗。非常喜歡花枝娘，對花枝娘異常執著，可說是一見鍾情。曾強迫花枝娘穿上各種職業服裝進行cosplay，並且拍照留存。曾經紀錄在沙灘上穿拖鞋跑的百米紀錄:12秒88，稱呼花枝娘為「小花枝（イカちゃん）」房間內有大量的花枝娘相關週邊、抱枕、觸手裝飾、相簿、花枝娘專用cosplay裝，
近期漫畫中甚至進化到能隨時隨地從任何角度出現在花枝娘身邊，並且在相澤家裝上偷拍攝影機。
紗倉清美（聲：菊池心）
中學生，會認識的契機是因為花枝娘做了按門鈴的惡作劇因此認識的，在花枝娘要求假裝朋友時卻意外地答應成為真正的朋友。在原作中學校社團為羽球社，動畫版則是棒球社。侵略部部員，稱呼花枝娘為「小花枝（イカちゃん）」。
望月知美（聲：內山夕實）
紗倉清美社團的會員，侵略部部員。
西村由佳（聲：杉浦奈保子）
紗倉清美社團的會員，侵略部部員。
渡邊綾乃（聲：織部由香里）
紗倉清美社團的會員，侵略部部員。
古川螢子
漫畫第275話登場，新角色，女警，白椙留夏的高中同學。
真理
白椙留夏的高中同學
白椙留夏
「れもん」在同一海灘的救助站工作的護士（アニメ2期での肩書きは女医。她的技術不錯，但性格強硬霸道。
「救護所の存在が海で遊ぶ者たちの油断につながっている」と考えているため患者に対する態度も厳しくなりがちで、海水浴客から敬遠され気味である。
高校生のときはヤンキーで、上述のとおり後の司会者の女性とつるんでいた。当時より古川蛍子から素行を注意されており、現在も苦手と

### 海洋守護者
岚山悟郎（聲：中村悠一）
荣子的青梅竹馬，熱血的救生員，被花枝娘視為競爭對手。喜歡千鶴，稱呼花枝娘為「花枝（イカ）」。
磯崎辰雄（聲：宮坂俊藏）
悟郎的同事，花花公子。喜歡與女性交友，但无一成功。

### 美國地球外生命體對策調查研究所
辛蒂·坎貝爾（聲：生天目仁美（日語）、國分繪麻（英語））
接近花枝娘的可疑美國人，平時身穿綠色條紋比基尼及紅色長袖外套。職業為美國地球外生命對策調查研究所的一員，主要研究地球外生命體，曾以第一名畢業於麻省理工學院。一度認為花枝娘為外星人，花枝娘極力否認。除花枝娘外連海之家其他員工也是她的調查目標。稱呼花枝娘為「花枝星人(イカ星人）」。身邊帶著三名自稱是MIT第一名畢業的美國男性科學家。
哈里斯（聲：佐佐木誠二）
笨蛋三人組之一，黑人。
克拉克（聲：勝杏里）
笨蛋三人組之一，白人，白髮，身材非常瘦，實驗大衣內藏有光線槍跟各種奇怪的子彈。
馬汀（聲：後藤哲夫）
笨蛋三人組之一，黄種人，笨蛋三人組之中最矮最胖，戴六角形眼鏡，有時會被其他兩人當犧牲品。

### 海之家「南風」
南風店長（聲：小山力也）
本名不明（只知道和他女兒的一樣姓「常田」）。
常田鮎美（聲：川澄綾子）
南風店長的女兒，因性格內向而不擅交際。直到看到花枝娘相當受小孩歡迎後，戴上有多項功能的花枝娘頭套才放心與人交談，中間鬧出不少笑話，被稱為偽花枝娘。實際上無法正常與人溝通，只能和千鶴、花枝娘、長月早苗及阿雷克斯交流。

### 其他
阿雷克斯
長月早苗的狗，白毛，品種不明。討厭花枝娘。
莉莎（聲：須藤菜菜子）
出現在第二季動畫第9集，在公園跟花枝娘玩扮家家酒的蘿莉。喜歡看連續劇。
黑石翔太（聲：西墻由香）
小武的朋友（花枝娘衛隊之一）。
松本裕太（聲：三瓶由布子）
小武的朋友。
雙子父親（聲：楠大典）
田邊梢（聲：神田朱未）
曾在海邊和花枝娘搭話的少女，告訴花枝娘「妳不是孤單一個人」這句令人玩味的話。頭上帶著頂奇怪的帽子。在動畫第一季第12集中跟花枝娘搭話，及第二季第12集向榮子引路的少女。
羽球社社員
清美的社員（動畫版則是棒球社社員）。
迷你花枝娘（聲：金元壽子）
約5cm長。平均壽命為150年。喜歡吃蝦。烏賊衣著卻不會游泳。會吐墨，不懂語言，只發出類似「ゲソッ」的鳴音聲。
出現在早苗及悟郎的夢境。
也出現在第二季動畫第四集時花枝娘的想像畫面。
能面超人（聲：野田順子）
是電影中正義女英雄，是婦人，穿綠色緊身衣。
花枝魔人（聲：宮下榮治）
是電影中邪惡組織成員之一，有黑色緊身衣軍隊。
能面超人般若（聲：田中理恵）
不是電影中人物，真身是千鶴，束髮使移動方便。曾擊倒花枝魔人（花枝娘），及代替榮子打排球。
約翰尼&德普（Johnny & Depp）（聲：小西風優（約翰尼）、 小林正宗（德普））
美式娃娃，是對戀人。會說“早上好”（約翰尼），“晚安”（德普），有旋轉底部，內部時鐘和紅外傳感器，令人驚訝的高科技郤有古董的外觀。
校長（聲：西村知道）
榮子與早苗的高中校長。中年男子，帶眼鏡和梳過的頭髮。對蝦貝類過敏。他也是沙灘排球比賽裁判。
齊藤愛子（聲：牛田裕子）
小武的小學班主任。是齊藤渚的姐姐。因為小學生都喜歡花枝娘，認為花枝娘是要侵略學生，所以視花枝娘為敵人(漫畫第228話)。
田中（聲：小松未可子）
只出現在動畫，初中女子棒球高手，王牌投手。
悟郎母親
生硬但友好的個性。至於在飲食上沒有興趣可言，食量驚人。
黑色花枝娘（聲：金元壽子）
出現在OP動畫第2季和特典動畫。

## 出版書籍
| 冊數 | 秋田書店      | 秋田書店               | 青文出版社     | 青文出版社             |
| 冊數 | 發售日期      | ISBN                   | 發售日期       | ISBN / EAN             |
| ---- | ------------- | ---------------------- | -------------- | ---------------------- |
| 1    | 2008年3月7日  | ISBN 978-4-253-21401-8 | 2009年5月14日  | ISBN 978-986-209-861-5 |
| 2    | 2008年8月8日  | ISBN 978-4-253-21402-5 | 2009年7月14日  | ISBN 978-986-209-927-8 |
| 3    | 2009年1月8日  | ISBN 978-4-253-21403-2 | 2009年8月24日  | ISBN 978-986-209-968-1 |
| 4    | 2009年5月8日  | ISBN 978-4-253-21404-9 | 2009年9月22日  | ISBN 978-986-209-998-8 |
| 5    | 2009年10月8日 | ISBN 978-4-253-21405-6 | 2009年12月17日 | ISBN 978-986-256-107-2 |
| 6    | 2010年4月8日  | ISBN 978-4-253-21406-3 | 2010年6月11日  | ISBN 978-986-256-329-8 |
| 7    | 2010年10月8日 | ISBN 978-4-253-21407-0 | 2010年12月7日  | ISBN 978-986-256-576-6 |
| 8    | 2010年12月8日 | ISBN 978-4-253-21408-7 | 2011年4月12日  | ISBN 978-986-256-719-7 |
| 9    | 2011年4月8日  | ISBN 978-4-253-21409-4 | 2011年8月11日  | ISBN 978-986-256-839-2 |
| 10   | 2011年10月7日 | ISBN 978-4-253-21410-0 | 2012年2月1日   | ISBN 978-986-310-074-4 |
| 11   | 2012年1月6日  | ISBN 978-4-253-21412-4 | 2012年7月6日   | ISBN 978-986-310-247-2 |
| 12   | 2012年8月8日  | ISBN 978-4-253-21413-1 | 2013年1月9日   | ISBN 978-986-310-480-3 |
| 13   | 2013年1月8日  | ISBN 978-4-253-93568-5 | 2013年6月12日  | ISBN 978-986-310-634-0 |
| 14   | 2013年6月7日  | ISBN 978-4-253-21415-5 | 2014年1月24日  | ISBN 978-986-310-920-4 |
| 15   | 2013年10月8日 | ISBN 978-4-253-21416-2 | 2014年4月11日  | ISBN 978-986-310-973-0 |
| 16   | 2014年3月8日  | ISBN 978-4-253-21417-9 | 2015年5月21日  | EAN 471-8016-01283-7   |
| 17   | 2014年9月8日  | ISBN 978-4-253-21418-6 | 2015年9月12日  | EAN 471-8016-01477-0   |
| 18   | 2014年11月8日 | ISBN 978-4-253-21419-3 | 2016年2月5日   | EAN 471-8016-01640-8   |
| 19   | 2015年3月6日  | ISBN 978-4-253-21420-9 | 2016年4月18日  | EAN 471-8016-01788-7   |
| 20   | 2015年8月7日  | ISBN 978-4-253-22570-0 | 2016年8月22日  | EAN 471-8016-01884-6   |
| 21   | 2016年1月8日  | ISBN 978-4-253-22571-7 | 2016年11月16日 | EAN 471-8016-02011-5   |
| 22   | 2016年5月6日  | ISBN 978-4253-22572-4  | 2017年1月16日  | EAN 471-8016-02132-7   |

### 中国大陆
测绘出版社 译者：权、桌子上的羊
- 第1卷 可以出现吗？、2013年6月初版发行 ISBN 978-7-5030-2813-7
- 第2卷 可以继续吗？、2013年6月初版发行 ISBN 978-7-5030-2814-4
- 第3卷 可以成为朋友吗？、2014年1月初版发行 ISBN 978-7-5030-2815-1
- 第4卷 可以再接再厉吗？、2014年1月初版发行 ISBN 978-7-5030-2816-8
- 第5卷 可以努力工作吗？、2014年5月初版发行 ISBN 978-7-5030-2817-5
- 第6卷 可以一起玩吗？、2014年5月初版发行 ISBN 978-7-5030-2818-2

## 電視動畫
改編同名動畫於2010年10月4日播出。全12話。第2季《侵略！？花枝娘》則是2011年9月26日起播放，全12話。
原作漫畫第12、14、17卷附影碟限定版收錄OVA《侵略！！花枝娘》。

### 工作人員
- 原作：安部真弘（秋田書店「周刊少年champion」連載）
- 總監督：水島努（第2季）
- 監督：水島努、山本靖貴（第2季）
- 系列構成：横手美智子
- 人物設定、總作畫監督：石川雅一
- 色彩設計：坂本いづみ
- 美術監督：館藤健一
- 攝影監督：滨雄纪
- 音樂：菊谷知树
- 音響監督：若林和弘、原口昇（第2季）
- 動畫制作：Diomedéa
- 制作：
  - 海之家檸檬
  - 海之家檸檬2號店（第2季）
  - 海之家檸檬2.5號店、海之家檸檬2.6號店、海之家檸檬2.7號店（OVA）

### 主題曲
第1季
片頭曲
- 「侵略ノススメ☆」

作詞：月宮うさぎ／作曲、編曲：小池雅也／歌：ULTRA-PRISM with 花枝娘（金元寿子）
片尾曲
- 「メタメリズム」

作詞、作曲：渥美佐織／編曲：marble／弦樂編曲：菊谷知樹／歌：伊藤加奈惠
插入曲
- 「能面ライダーのテーマ」

作詞 - 水島努／作曲・編曲 - 菊谷知樹／歌 - 樫原伸彦
第2季
片頭曲
- 「HIGH POWERED」

作詞：畑亞貴／作曲、編曲：山元祐介／歌：Sphere
片尾曲
- 「君を知ること」

作詞、作曲：渥美佐織／編曲：菊谷知樹／歌：花枝娘（金元壽子）
插入曲
- 「侵略ノススメ☆」

作詞：月宮うさぎ／作曲、編曲：小池雅也／歌：ULTRA-PRISM with 花枝娘（金元寿子）
OVA
片頭曲
- 「Let's☆侵略タイム!」

作詞：月宮うさぎ／作曲、編曲：小池雅也／歌：ULTRA-PRISM
片尾曲
- 「パズル」（OAD1-2）

作詞、作曲：渥美佐織／編曲：菊谷知樹／歌：伊藤加奈惠
- 「マイザーズドリーム」（OAD3）

作詞・作曲 - 渥美佐織 / 編曲 - 菊谷知樹 / 歌 - 伊藤加奈惠

### 各話列表
| 話（卷）數  | 日文標題 | 中文標題             | 腳本       | 分鏡       | 演出       | 作画監督                   | 改編集數                   |
| 第1季       | 第1季    | 第1季                | 第1季      | 第1季      | 第1季      | 第1季                      | 第1季                      |
| ----------- | -------- | -------------------- | ---------- | ---------- | ---------- | -------------------------- | -------------------------- |
| 第1話       |          | 不侵略嗎？           | 横手美智子 | 水島努     | 水島努     | 石川雅一                   | 1                          |
| 第1話       |          | 不是同胞嗎？         | 横手美智子 | 水島努     | 水島努     | 石川雅一                   | 3、17                      |
| 第1話       |          | 不是最强嗎？         | 横手美智子 | 水島努     | 水島努     | 石川雅一                   | 2、5                       |
| 第2話       |          | 不是夥伴嗎？         | 横手美智子 | 山本靖貴   | 山本靖貴   | 高原修司                   | 7、14                      |
| 第2話       |          | 不庆祝嗎？           | 横手美智子 | 山本靖貴   | 山本靖貴   | 星野浩一                   | 10、16                     |
| 第2話       |          | 不来玩嗎？           | 横手美智子 | 山本靖貴   | 山本靖貴   | 高原修司                   | 9、11                      |
| 第3話       |          | 不會害怕吗？         | 水島努     | 大脊戶聰   | 大脊戶聰   | 本多美乃                   | 22                         |
| 第3話       |          | 不是天敌吗？         | 横手美智子 | 大脊戶聰   | 國澤真理子 | 本多美乃                   | 6、24                      |
| 第3話       |          | 不是新來的吗？       | 横手美智子 | 大脊戶聰   | 水島努     | 本多美乃                   | 54、55                     |
| 第4話       |          | 不買嗎？             | 横手美智子 | 筑紫大介   | 筑紫大介   | 橋本和紀                   | 20、57                     |
| 第4話       |          | 不闖進去嗎？         | 横手美智子 | 筑紫大介   | 筑紫大介   | 西村理惠                   | 26、27                     |
| 第4話       |          | 不是冒牌貨嗎？       | 横手美智子 | 筑紫大介   | 筑紫大介   | 橋本和紀                   | 56、71                     |
| 第5話       |          | 不是外星人嗎？       | 横手美智子 | 津田尚克   | 津田尚克   | 小菅和久                   | 33、34                     |
| 第5話       |          | 不上學去嗎？         | 横手美智子 | 畑博之     | 畑博之     | るたろー                   | 31                         |
| 第5話       |          | 不來飼養嗎？         | 横手美智子 | 水島努     | 水島努     | 井出直美                   | 第2卷新收錄                |
| 第6話       |          | 不是英雄秀嗎？       | 水島努     | 東出太     | 東出太     | 東出太                     | 90                         |
| 第6話       |          | 不用功嗎？           | 國澤真理子 | 木宮茂     | 木宮茂     | 西村理惠                   | 28                         |
| 第6話       |          | 不是戀愛嗎？         | 國澤真理子 | 木宮茂     | 木宮茂     | 高原修司                   | 61                         |
| 第7話       |          | 不是被盯上了嗎？     | 國澤真理子 | 大和直道   | 大和直道   | 阿部智之                   | 62、74                     |
| 第7話       |          | 不研究嗎？           | 國澤真理子 | 大和直道   | 大和直道   | 阿部智之                   | 86、87                     |
| 第7話       |          | 不工作嗎？           | 國澤真理子 | 大和直道   | 大和直道   | 阿部智之                   | 107、114                   |
| 第8話       |          | 不是生病了嗎？       | 横手美智子 | 山本里織   | 山本靖貴   | 本多美乃                   | 70、103                    |
| 第8話       |          | 不是新能力嗎？       | 横手美智子 | 山本靖貴   | 山本靖貴   | 高原修司                   | 30、45                     |
| 第8話       |          | 不撐傘嗎？           | 横手美智子 | 山本靖貴   | 山本靖貴   | 本多美乃                   | 44                         |
| 第9話       |          | 不按鈴搗蛋嗎？       | 國澤真理子 | 大脊戶聰   | 大脊戶聰   | 松本・小菅                 | 115、128                   |
| 第9話       |          | 不化妝嗎？           | 國澤真理子 | 大脊戶聰   | 大脊戶聰   | 西村理惠                   | 102                        |
| 第9話       |          | 不是秘密武器嗎？     | 國澤真理子 | 大脊戶聰   | 大脊戶聰   | 小菅和久                   | 38、95                     |
| 第10話      |          | 不是晴天娃娃嗎？     | 横手美智子 | 津田尚克   | 津田尚克   | 阿蒜晃士                   | 75、98                     |
| 第10話      |          | 不受歡迎嗎？         | 横手美智子 | 水島努     | 津田尚克   | 星野浩一                   | 116                        |
| 第10話      |          | 不打棒球嗎？         | 滿仲勸     | 滿仲勸     | 滿仲勸     | 佐藤寿子                   | 原創                       |
| 第11話      |          | 不是洋娃娃嗎？       | 横手美智子 | 浅野勝也   | 平牧大輔   | 平牧大輔                   | 108                        |
| 第11話      |          | 不令人起疑嗎？       | 國澤真理子 | 櫻井親良   | 櫻井親良   | 櫻井親良                   | 123                        |
| 第11話      |          | 不去爬山嗎？         | 國澤真理子 | 浅野勝也   | 浅野勝也   | 浅野勝也                   | 105                        |
| 第12話      |          | 不奮戰嗎？           | 横手美智子 | 水島努     | 水島努     | 本多美乃                   | 60                         |
| 第12話      |          | 不是危機嗎？         | 横手美智子 | 水島努     | 水島努     | 松本麻友子                 | 23、原創                   |
| 第12話      |          | 不是更加陷入危機嗎？ | 横手美智子 | 水島努     | 水島努     | 石川雅一                   | 23、40、原創               |
| 第2季       |          |                      |            |            |            |                            |                            |
| 話數        | 日文標題 | 中文標題             | 腳本       | 分鏡       | 演出       | 作畫監督                   | 改編集數                   |
| 第1話       |          | 不侵略嗎！？         | 横手美智子 | 山本靖貴   | 山本靖貴   | 石川雅一                   | 96、原創                   |
| 第1話       |          | 不是情敵嗎！？       | 横手美智子 | 山本靖貴   | 山本靖貴   | 松本麻友子                 | 134                        |
| 第1話       |          | 不是水母嗎！？       | 横手美智子 | 山本靖貴   | 山本靖貴   | 井出直美                   | 135                        |
| 第2話       |          | 不去小學嗎！？       | 滿仲勸     | 滿仲勸     | 滿仲勸     | 菅井翔 古宇田英之 服部憲知 | 32、42                     |
| 第2話       |          | 不是角色扮演嗎！？   | 國澤真理子 | 牧野吉高   | 牧野吉高   | 半澤淳 關口雅浩            | 148、162、168              |
| 第2話       |          | 不是很輕嗎！？       | 國澤真理子 | 牧野吉高   | 牧野吉高   | 奧野浩行 半澤淳            | 49、166                    |
| 第3話       |          | 不去散步嗎！？       | 山本靖貴   | 山本里織   | 藤原佳幸   | 大田謙治                   | 118                        |
| 第3話       |          | 不做體操嗎！？       | 水島努     | 山本里織   | 藤原佳幸   | 大田謙治                   | 139                        |
| 第3話       |          | 不來幫忙嗎！？       | 國澤真理子 | 木宮茂     | 藤原佳幸   | 大田謙治                   | 137                        |
| 第4話       |          | 不是英文嗎！？       | 國澤真理子 | 津田尚克   | 津田尚克   | 石川雅一 小菅和久          | 152                        |
| 第4話       |          | 不停止嗎！？         | 横手美智子 | 津田尚克   | 津田尚克   | 浅野勝也                   | 81、84                     |
| 第4話       |          | 不流走嗎！？         | 横手美智子 | 木宮茂     | 木宮茂     | 本多美乃                   | 132                        |
| 第5話       |          | 不是遙控車嗎！？     | 國澤真理子 | 大脊戶聰   | 大脊戶聰   | 田畑嘉之                   | 99                         |
| 第5話       |          | 不是七夕嗎！？       | 横手美智子 | 大脊戶聰   | 大脊戶聰   | るたろー                   | 144                        |
| 第5話       |          | 不一個人玩嗎！？     | 山本靖貴   | 大脊戶聰   | 大脊戶聰   | 井出直美 本多美乃          | 142                        |
| 第6話       |          | 不慢跑嗎！？         | 國澤真理子 | 畑博之     | 畑博之     | 小野田將人                 | 147、163                   |
| 第6話       |          | 不是SP嗎！？         | 國澤真理子 | 畑博之     | 畑博之     | 淺野勝也                   | 170                        |
| 第6話       |          | 不是冒險嗎！？       | 横手美智子 | 山本靖貴   | 山本靖貴   | 松本麻友子                 | 原創                       |
| 第7話       |          | 不是招待嗎！？       | 横手美智子 | 宮崎なぎさ | 北條史也   | 內田孝                     | 138                        |
| 第7話       |          | 不是失憶嗎！？       | 横手美智子 | 宮崎なぎさ | 北條史也   | 北野幸廣                   | 106                        |
| 第7話       |          | 不入社嗎！？         | 横手美智子 | 宮崎なぎさ | 北條史也   | 竹上貴雄                   | 165                        |
| 第8話       |          | 不看家嗎！？         | 國澤真理子 | 牧野吉高   | 牧野吉高   | 藤田正幸                   | 65、127                    |
| 第8話       |          | 不戒掉嗎！？         | 國澤真理子 | 牧野吉高   | 牧野吉高   | 飯野誠 佐佐木貴宏          | 140                        |
| 第8話       |          | 不是中暑嗎！？       | 國澤真理子 | 牧野吉高   | 牧野吉高   | 古川英樹                   | 156                        |
| 第9話       |          | 不玩家家酒嗎！？     | 國澤真理子 | 櫻井親良   | 櫻井親良   | 鈴木大                     | 69                         |
| 第9話       |          | 不是預定行程嗎！？   | 國澤真理子 | 櫻井親良   | 櫻井親良   | 岸友洋                     | 78、143                    |
| 第9話       |          | 不去遊樂園嗎！？     | 横手美智子 | 木宮茂     | 平牧大輔   | 井出直美                   | 79                         |
| 第10話      |          | 不烤嗎！？           | 横手美智子 | 畑博之     | 畑博之     | 横田拓己                   | 160                        |
| 第10話      |          | 不保護嗎！？         | 横手美智子 | 畑博之     | 平牧大輔   | 津島桂                     | 178                        |
| 第10話      |          | 不冷嗎！？           | 山本靖貴   | 畑博之     | 畑博之     | 石川真理子                 | 171 侵略！花枝娘 in Winter |
| 第11話      |          | 不是催眠術嗎！？     | 滿仲勸     | 滿仲勸     | 滿仲勸     | 松本麻友子                 | 174                        |
| 第11話      |          | 不合作嗎！？         | 滿仲勸     | 滿仲勸     | 滿仲勸     | 淺野勝也                   | 181                        |
| 第11話      |          | 不是單獨兩人嗎！？   | 國澤真理子 | 藤原佳幸   | 藤原佳幸   | 井出直美                   | 64、155                    |
| 第12話      |          | 不訓練嗎！？         | 横手美智子 | 山本靖貴   | 山本靖貴   | 松本麻友子                 | 175                        |
| 第12話      |          | 不是祭典嗎！？       | 横手美智子 | 山本靖貴   | 山本靖貴   | 井出直美                   | 151、原創                  |
| 第12話      |          | 果然不是祭典嗎！？   | 横手美智子 | 山本靖貴   | 山本靖貴   | 石川雅一 小菅和久 本多美乃 | 原創                       |
| 漫畫附錄OAD |          |                      |            |            |            |                            |                            |
| 第12卷      |          | 不會壞掉嗎？         | 横手美智子 | 山本靖貴   | 山本靖貴   | 井出直美                   | 133                        |
| 第12卷      |          | 不普通嗎？           | 横手美智子 | 水島努     | 水島努     | 本多美乃                   | 216                        |
| 第12卷      |          | 不躲起來嗎？         | 横手美智子 | 池端隆史   | 池端隆史   | 松本麻友子                 | 192                        |
| 第14卷      |          | 不是充氣泳池嗎？     | 横手美智子 | 水島努     | 水島努     | 野田康行                   | 202                        |
| 第14卷      |          | 不是媽媽嗎？         | 横手美智子 | 山本靖貴   | 山本靖貴   | 野田康行                   | 194                        |
| 第14卷      |          | 不是瓶中信嗎？       | 横手美智子 | 草川啟造   | 草川啟造   | 野田康行                   | 239                        |
| 第17卷      |          | 不是幫手嗎？         | 横手美智子 | 三澤伸     | 三澤伸     | 野田康行                   |                            |
| 第17卷      |          | 不是暴露了嗎？       | 横手美智子 | 森脇真琴   | 森脇真琴   | 野田康行                   |                            |
| 第17卷      |          | 不是警官嗎？         | 横手美智子 | 稻垣隆行   | 稻垣隆行   | 野田康行                   |                            |

### 播放电视台
日本
 日本深夜動畫：下文記載的日本国内播放時間使用日本標準時間（UTC+9）表示。因為部分時間标识會採用30小时制，因此請留意这类超过24:00的时间，其實際播放時間為翌日清晨。
| 播放地區                   | 播放電視台   | 播放日期                       | 播放時間                   | 所屬聯播網 | 備註            |
| 第1季                      | 第1季        | 第1季                          | 第1季                      | 第1季      | 第1季           |
| -------------------------- | ------------ | ------------------------------ | -------------------------- | ---------- | --------------- |
| 關東地區                   | 東京電視台   | 2010年10月4日 - 12月20日       | 星期一 26時00分 - 26時30分 | 東京電視網 | 製作局          |
| 愛知縣                     | 愛知電視台   | 2010年10月7日 - 12月23日       | 星期五 26時58分 - 27時28分 | 東京電視網 |                 |
| 大阪府                     | 大阪電視台   | 2010年10月9日 - 12月25日       | 星期六 26時55分 - 27時25分 | 東京電視網 |                 |
| 日本全域                   | NICONICO頻道 | 2010年10月12日 - 12月27日      | 星期一 12時00分 更新       | 網路電視   |                 |
| 日本全域                   | AT-X         | 2010年11月11日 - 2011年1月27日 | 星期五 11時30分 - 12時00分 | 衛星電視   | 有重播          |
| 滋賀縣                     | 琵琶湖放送   | 2011年1月11日 - 3月29日        | 星期二 26時50分 - 27時20分 | 獨立UHF局  |                 |
| 日本全域                   | BS JAPAN     | 2011年8月26日 - 9月30日        | 星期五 23時00分 - 24時00分 | 衛星電視   | 2話連播         |
| 日本全域                   | KIDS STATION | 2012年5月5日 - 5月19日         | 星期日 26時00分 - 28時30分 | 衛星電視   | 5話連播         |
| 第2季                      |              |                                |                            |            |                 |
| 关东地区                   | 东京电视台   | 2011年9月26日 - 12月26日       | 星期一 26時00分 - 26時30分 | 东京电视网 | 製作局          |
| 愛知县                     | 爱知电视台   | 2011年10月13日 - 12月29日      | 星期四 27時00分 - 27時30分 | 东京电视网 |                 |
| 大阪府                     | 大阪电视台   | 2011年10月15日 - 12月24日      | 星期六 26時55分 - 27時25分 | 东京电视网 | 最終2話連續播放 |
| 日本全域                   | NICONICO頻道 | 2011年10月4日 - 2012年1月3日   | 星期一 24時30分 更新       | 網路電視   |                 |
| 日本全域                   | AT-X         | 2011年10月15日 - 12月31日      | 星期六 9時00分 - 9時30分   | 卫星电视   | 有重播          |
| 侵略！！花枝娘 2012 SUMMER |              |                                |                            |            |                 |
| 日本全國                   | AT-X         | 2013年2月24日                  | 星期日 22時30分 - 23時00分 | 衛星電視   | 有重播          |

海外
| 播放地區 | 播放電視台 | 播放日期               | 播放時間              | 系列 | 備註                           |
| -------- | ---------- | ---------------------- | --------------------- | ---- | ------------------------------ |
| 臺灣     | 緯來日本台 | 2012年1月30日 - 3月5日 | 星期一至五19:00-19:30 | 全部 | 兩季連播 2月27日、28日暫停播出 |